# Francesco Vaccari (musicista)
Francesco Vaccari (Modena, 1775 – Londra, 1824) è stato un violinista e compositore italiano.

## Biografia

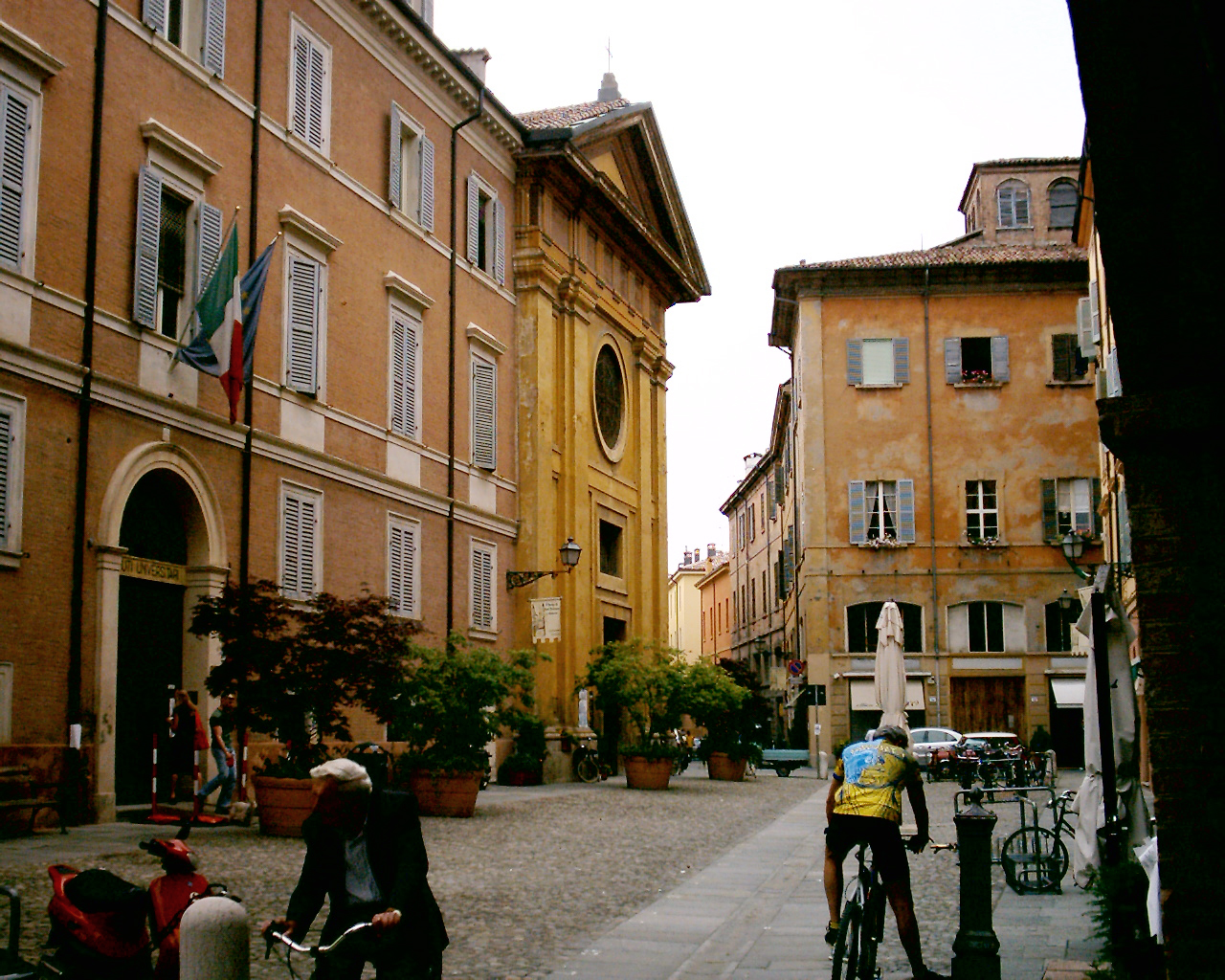
Modena, Via Santa Eufemia, dove nacque Vaccari

Francesco Vaccari iniziò lo studio del violino all'età di cinque anni;  a sette, suonò di fronte a Gaetano Pugnani suscitando viva impressione nel Maestro.
Debuttò in qualità di solista all'età di otto anni davanti al pubblico italiano suscitando vero entusiasmo per la perfezione della sua tecnica e la purezza del suo stile. A tredici, eseguì a prima vista un concerto presentatogli da Václav Pichl. In seguito, continuò la sua formazione violinistica sotto la guida di Pietro Nardini.
Dopo essersi esibito con successo nelle principali città italiane, all'inizio del 1804 si trasferì in Spagna, essendogli stato concesso un posto nella Cappella Reale, della quale fece parte fino al 1808.
Durante il periodo travagliato che seguì lo scoppio della guerra d'indipendenza spagnola, intraprese un viaggio per l'Europa facendo un lungo tour artistico attraverso la Germania, la Francia e l'Inghilterra. Con la fine della guerra ed il conseguente periodo di tranquillità dovuto alla restaurazione spagnola, intorno al 1815 tornò a Madrid presso la corte di Ferdinando VII di Spagna, riacquistando la sua posizione al palazzo, per poi dirigere la Cappella Reale, fino a quando gli eventi politici ed i disordini interni occorsi dal 1820 al 1823, il Triennio liberale spagnolo, furono fondamentali nella sua decisione di lasciare la Spagna. 
Morì inaspettatamente a Londra, Inghilterra, nel 1824.